# Yaraví
Yaraví es un género musical mestizo que fusiona elementos formales del harawi incaico y la poesía trovadoresca española evolucionada desde la época medieval y renacentista originada en el Virreinato del Perú. Es también una especie de cantar dulce pero al mismo tiempo melancólico que entonan los mestizos de la cordillera de los andes.

## Extensión

### En Perú
Se expande por gran parte del virreinato peruano, siendo considerado Arequipa la cuna de este género, también se puede encontrar en departamentos como Huamanga, Cusco, Huánuco, Ancash, Cajamarca y la propia Lima, los departamentos donde se ha cultivado con más arraigo y en diferentes estilos. Este canto mestizo se emparenta con el "triste" que se cultiva en los departamentos de La Libertad, Lambayeque, Piura y Cajamarca (sierra norte), y con la "muliza" de Cerro de Pasco y Junín (sierra centro).

### En Argentina
Proveniente del Perú, el yaraví se popularizó entre los habitantes de las pampas argentinas integrándose de esa manera al llamado folclore gaucho, en 1790 el naturalista español Félix de Azara señalaba en relación con las costumbres de los gauchos que:

(...) en cada pulpería hay una guitarra, y el que toca bebe a costa ajena; cantan yarabís o tristes, que son cantares inventados en el Perú, los más monótonos y siempre tristes, tratando de ingratitudes de amor y de gentes que lloran desdichas por los desiertos.

### En Ecuador
Hasta el siglo XIX era un ritmo relacionado como cantos indígenas religiosos tal el caso del Yupaichishca o Salve, salve gran Señora, pero el mestizaje adopta su principal carácter melancólico hasta separarse de la indígena aunque todavía conserva su expresividad y en algo su estructura de canto 'libre' y movimiento lento, con el paso del tiempo este ritmo se ha estandarizado en el país hasta convertirse en un género representativo de la herencia cultural ecuatoriana Con este género a su vez se relaciona la Tonada, que tiene una estructura similar al yaraví criollo pero con compás binario. Ha sido descrito como: la repetición de dos o tres frases melódicas, de donde resulta la monotonía, por un solo tiempo, y sin más novedad que unas pocas notas que se alternan para variar la expresión.